# 多克托敦 (喬治亞州)
多克托敦（英語：Doctortown）是位於美國喬治亞州韋恩縣的一個鬼鎮。由於此地已於1967年被荒廢，本地已無人居住。

## 地理
多克托敦的座標為31°39′13″N 81°49′45″W / 31.65361°N 81.82917°W，而該地的平均海拔高度為22米（即72英尺）。